# 巴彦乃庙
巴彦乃庙，赐名“聚慧寺”，位于内蒙古自治区锡林郭勒盟苏尼特左旗，是一座藏传佛教格鲁派寺院。

## 简介
巴彦乃庙位于巴彦淖尔苏木所在地。葛隆喇嘛忠岱，于1806年在巴彦创建64间大殿，上报清朝皇帝，获皇帝赐匾为“聚慧寺”（该匾有藏文、蒙古文、满文、汉文四种文字），准15名度牒。1820年，求得《甘珠尔》108卷。1860年建拉日艾术大殿。1910年建珠德巴大殿。当时喇嘛200余名，全庙除了各大殿外，还有7个寺堂，并且拥有牲畜及丰富的财产。文化大革命中，该庙被毁。